# Adrian Lamo
Adrian Lamo (Boston, Massachusetts; 20 de febrero de 1981- Wichita, Kansas; 14 de marzo de 2018) fue un hacker y periodista estadounidense, conocido por haber delatado a Chelsea Manning, la soldado que presuntamente filtró a WikiLeaks el vídeo que mostraba a soldados estadounidenses asesinando a un fotógrafo de Reuters y a otros civiles en Afganistán, además de otros muchos documentos clasificados del ejército de los Estados Unidos que mostraban actitudes delictivas. 
Además fue reconocido por identificar fallas que obviamente no sirvieron en la seguridad de las redes informáticas de Fortune 500 y, difundir sus hallazgos (en muchos lugares, al no contar con permiso es ilegal realizar esas actividades, siendo considerado una forma de intrusión no solicitada). Sus intrusiones en The New York Times y en Microsoft fueron ampliamente difundidas.

## Biografía
Hijo de Mario Lamo y Mary Lamo-Atwood, Adrián nació en Boston, Massachusetts. Pasó su niñez en Arlington (Virginia) hasta que se mudó a Bogotá a los 10 años. Siete años después su familia volvió a los Estados Unidos para instalarse en San Francisco, donde Adrián vivió hasta que terminó la educación secundaria un año antes de lo habitual.
Apodado como "el hacker sin hogar" o "hacker vagabundo" por su estilo de vida transitorio, Lamo pasa la mayor parte de sus viajes utilizando servicios de hospitalidad, ocupando edificios abandonados y visitando cibercafés, bibliotecas y universidades para investigar sus redes, y ocasionalmente aprovechar agujeros de seguridad. Aunque Lamo ha realizado evaluaciones de seguridad tanto autorizadas como no autorizadas para varias empresas importantes, nunca ha aceptado que se le pagase por sus servicios. Su forma de vida, le permitió viajar por las costas estadounidenses, habitualmente en bus, llevando todas sus pertenencias en una mochila.
En mayo de 2010, a sus 29 años, Lamo informó que su mochila fue robada. Los oficiales investigadores observaron comportamientos inusuales en Lamo y lo detuvieron. Se le diagnosticó el síndrome de Asperger, después de haber sido recluido inicialmente por 72 horas en un centro psiquiátrico, las que luego se extendieron a un total de nueve días.

## Profesional
En sus primeros pasos en la carrera como periodista Lamo llegó a ganar algunos premios, como estudiante de American River College, con escritura, fotografía, y labor editorial y colaboración que aparecen en Red Mundial, Mobile Revista, 2600: The Hacker Quarterly, The American River actual, XY Magazine, y otros. Lamo ha entrevistado a personalidades que van desde John Ashcroft, Oliver Stone, a los presuntos miembros del Frente de Liberación de la Tierra.
Lamo también tiene experiencia en oratoria, ya que fue un orador en la conferencia de seguridad del gobierno en 2005, junto con Bruce Schneier, y un experto en la conferencia Seguridad Informática en la Era del Terrorismo.
Desde su puesta en libertad bajo custodia del gobierno federal, Lamo ha mostrado signos de mejora en la cooperación con los medios de comunicación, entre los cuales se incluye una entrevista por podcast, con Patrick Gray en Australia, y un segmento de abril de 2007de 88,1 WMBR de Cambridge (Massachusetts, Estados Unidos).
Delató al soldado Chelsea Manning, quien expuso una gran cantidad de información sobre la diplomacia de Estados Unidos.

## Actividades técnicas
Tal vez su hazaña más conocida sea la irrupción en la red informática interna del The New York Times, en febrero de 2002, añadiendo su nombre a las bases de datos confidenciales de las fuentes de expertos, y utilizando el documento de la cuenta LexisNexis, para realizar investigaciones sobre temas de alto perfil; aunque sus primeras actividades publicadas correspondieran a la participación en AOL como moderador del sitio Dentro de pedófilos.
The Times presentó una denuncia y una orden para la detención de Lamo, que se publicó en agosto de 2003, tras 15 meses de investigación por los fiscales federales en Nueva York. A las 10:15 AM el 9 de septiembre, después de pasar unos días en la clandestinidad, se entregó al United States Marshals Service en Sacramento, California. Volvió a entregarse a la FBI en la ciudad de Nueva York el 11 de septiembre, y se le declaró culpable del cargo de delitos informáticos contra Microsoft, Lexis-Nexis yThe New York Times el 8 de enero, de 2004.
Más tarde, en 2004, Lamo fue condenado a seis meses de detención en casa de sus padres, más dos años de libertad condicional, y se vio obligado a pagar alrededor de 65 000 dólares en concepto de restitución. Fue declarado culpable de comprometer la seguridad de The New York Times y Microsoft, Yahoo! y WorldCom.
A veces las empresas utilizan servidores proxy para permitir a sus empleados el acceso a Internet sin que su red interna lo tenga realmente. Sin embargo, cuando estos dispositivos se configuran incorrectamente, es posible acceder a la red interna de la empresa. Lamo a menudo los ha explotado, a veces utilizando una herramienta llamada ProxyHunter.
Los críticos han etiquetado reiteradamente a Lamo como un buscador de publicidad, o delincuente común, afirmación que se ha negado a refutar públicamente. Cuando fue desafiado a dar una respuesta a las denuncias acerca de que se ensalce el crimen en aras de la publicidad, su respuesta fue «todo lo que podía decir sobre mi persona o mis acciones solo degradarían lo que tienen que decir por sí mismos». Cuando se acercó para comentar en su caso penal, Lamo solía frustrar a los reporteros con frecuencia con respuestas sin relación alguna con la pregunta, como «La fe administra». y «Es un día precioso».
En su sentencia, Lamo expresó arrepentimiento por el daño que había causado a través de sus intrusiones, con la corte acta citando lo que añadió: «Quiero responder por lo que he hecho y hacer lo mejor con mi vida».
A partir de 16 de enero de 2007 se terminó el período de libertad de Lamo, que duró tres años durante los cuales la sentencia del Tribunal de Distrito de los EE.UU. le impidió el ejercicio de ciertas libertades, en particular la capacidad del empleo de cualquier software de protección de la intimidad, los viajes fuera de ciertos límites establecidos, o socializar con los investigadores de seguridad.

## Otros aspectos

### LGBT
En 1998, Lamo fue nombrado para el Grupo de Tareas de Jóvenes Lesbianas, Gais, Bisexuales, Transgénero y  Queer por la Junta de Supervisores de San Francisco.

### Televisión
El 22 de agosto de 2002, Lamo fue retirado de un segmento de NBC Nightly News cuando, después de que se le pidió que demostrara sus habilidades para la cámara, se ganó el acceso a la red interna de la serie de la NBC, en menos de cinco minutos.